# Cerodontha bisetosa
Cerodontha bisetosa är en tvåvingeart som beskrevs av Zlobin 1993. Cerodontha bisetosa ingår i släktet Cerodontha och familjen minerarflugor. Inga underarter finns listade i Catalogue of Life.